# Igor Khaymanov
Igor Anatolyevich Khaymanov (tiếng Nga: Игорь Анатольевич Хайманов; sinh ngày 26 tháng 3 năm 1994) là một tiền vệ bóng đá người Nga. Anh thi đấu cho FC Fakel Voronezh.

## Sự nghiệp câu lạc bộ
Anh có màn ra mắt tại Russian Second Division cho F.K. Alania-d Vladikavkaz vào ngày 26 tháng 4 năm 2012 trong trận đấu với FC FAYUR Beslan.